# Südwestlicher Schoberkopf
De Südwestlicher Schoberkopf is een berg in de deelstaat Salzburg, Oostenrijk. De berg heeft een hoogte van 2708 meter.
De Südwestlicher Schoberkopf is onderdeel van het bergmassief Hochkönig, dat weer deel uitmaakt van de Berchtesgadener Alpen.